# Universität Valladolid
Die Universität von Valladolid ist eine öffentliche Universität in Valladolid in der Comunidad Autónoma Valladolid der autonomen Region Kastilien-León in Spanien. Derzeit besuchen etwa 31.780 Studenten die Universität, die über etwa 2.000 Lehrende verfügt.

## Geschichte
Die Universität wurde 1346 von Papst Clemens VI. anerkannt, man forderte jedoch in neuerer Zeit, dass der Bestand der Universität parallel zu der in Palencia, die schon 1212 gegründet wurde, anerkannt wird.
Die Geschichte der Universität von Valladolid ist mit der Stadtgeschichte stark verwurzelt. Das liegt daran, dass sie einen wichtigen, vor allem kulturellen Einfluss auf die Stadt ausgeübt hat. Anfangs war die Universität in der colegiata, in der Stiftskirche, vertreten, dann wechselte sie ihren Standort auf die gegenüberliegende Seite des Platzes in Valladolid zur Facultad de Derecho.

## Gebäude

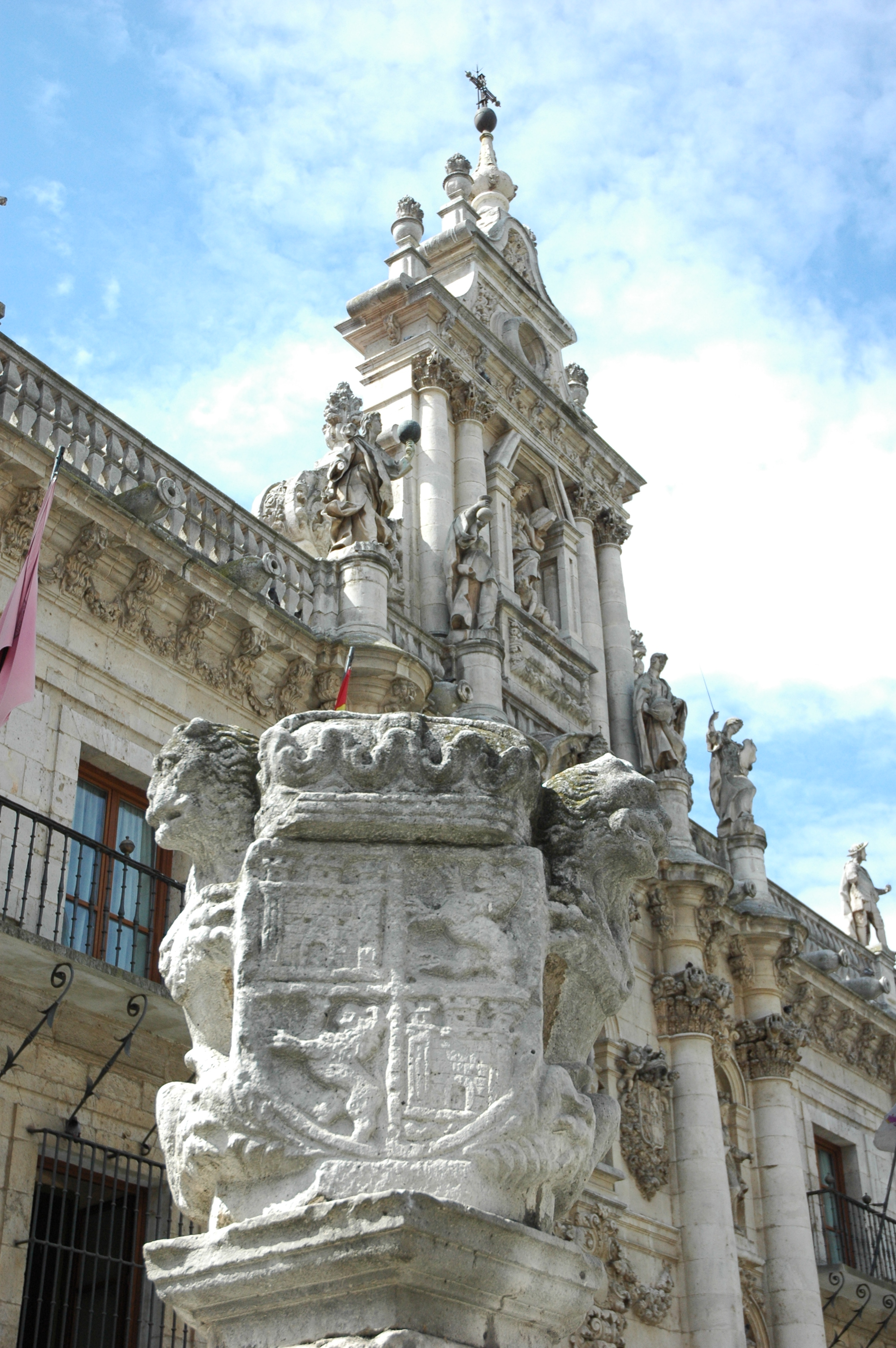
Barocke Fassade (1715) der Universität

Das erste aufgrund seiner Bauweise nennenswerte Gebäude ist Ende des fünfzehnten Jahrhunderts errichtet worden. Das neue Gebäude, das man nach der Stiftskirche besetzte, bestand aus einem vierseitigen Kreuzgang, welcher in die Halle mündet, die eine ehemalige gotische Kapelle von großem Umfang ist. Ferner mündet der Kreuzgang in ein gotisches Portal, das zu einer Buchhandlungsstraße führt.
Zu Beginn des 18. Jahrhunderts wurde es notwendig, das Universitätsgebäude auszubauen, das anschließend zu verschiedenen Korridoren führen sollte. Vom Platz Santa María kann man heute die 1715 erbaute Fassade sehen, die einen barocken Stil aufweist und von Fray Pedro de la Visitación entworfen wurde. Außerdem sieht man verschiedene Figuren, die einen allegorischen Wert besitzen. Der zentrale Abschnitt, den man an den vier Säulen, die Giganten schildern, erkennen kann, wird durch einen ebenfalls groß proportionierten Kamm beendet.
1909 wurde die umstrittene Entscheidung, das Gebäude aus dem 15. Jahrhundert einzureißen, um anstelle dessen ein modernes Gebäude zu errichten, das von Teodosio Torres entworfen wurde. Es wurde lediglich die barocke Fassade nicht angetastet, obwohl man sich im Klaren darüber war, dass diese durch die Umbauten beschädigt werden kann.
Der Entwurf von Torres zeigte zwei Kreuzgänge. Man platzierte eine große Treppe zwischen beide Kreuzgänge und eine große Vorhalle führte zur Bücherstraße.
1939 musste das Universitätsgebäude eine Feuersbrunst erdulden. Da das Problem der noch immer nicht integrierten Fassade bestand, beauftragte man Constantino Candeira mit der Zeichnung eines neuen Planes. Er kreierte ein großes Treppenhaus und eine Halle, die sich stilistisch jedoch mit der Fassade im Einklang befanden.
1968 war die Zerstörung der zwei Kreuzgänge abgeschlossen und man begann den Bau eines fünfstöckigen Gebäudes für Studenten. Im Zuge des Abrissverfahrens fielen auch der Observatoriumsturm und das Auditorium, die beide 1909 errichtet worden waren. Die Fassade, die Libería gegenübersteht, wurde umgestaltet und somit ebenfalls von den Spuren des Architekten Torres losgelöst. Das neue Auditorium flankiert nun die Fassade Candeiras.